# Ornatowice
Ornatowice – wieś w Polsce położona w województwie lubelskim, w powiecie zamojskim, w gminie Grabowiec.
W latach 1975–1998 miejscowość administracyjnie należała do województwa zamojskiego.
Wieś jest sołectwem w gminie Grabowiec. Według Narodowego Spisu Powszechnego z roku 2011 wieś liczyła 197 mieszkańców.

## Historia
W wieku XIX Ornatowice stanowiły wieś i folwark w ówczesnym powiecie hrubieszowskim, gminie i parafii Grabowiec.
W 1827 r. spisano tu 29 domów zamieszkanych przez 201 mieszkańców. Folwark Ornatowice posiadał rozległość 1010 mórg (..), wieś Ornatowice osad 38, z gruntem mórg 466, według notki Słownika geograficznego Królestwa Polskiego istniał tu młyn wodny.
Dawniej istniała gmina Ornatowice.
Spis powszechny z 1921 roku wykazał: 40 domów oraz 251 mieszkańców.